# Jacques Morel (veslač)
Jacques Morel, francoski veslač, * 22. september 1935, Cazaux.
Morel je za Francijo nastopil na Poletnih olimpijskih igrah 1960 v Rimu in Poletnih olimpijskih igrah 1964 v Tokiu. V Rimu je osvojil srebrno medaljo v četvercu s krmarjem, v Tokiu pa je bil član francoskega dvojca s krmarjem, ki je prav tako osvojil srebrno medaljo. 